# Cascinette d'Ivrea
Cascinette d'Ivrea és un comune (municipi) de la ciutat metropolitana de Torí, a la regió italiana del Piemont, situat a uns 50 quilòmetres al nord-est de Torí. A 1 de gener de 2019 la seva població era de 1.511 habitants.
Cascinette d'Ivrea limita amb els municipis de Chiaverano, Burolo i Ivrea.